# Calometra
Calometra is een geslacht van haarsterren uit de familie Calometridae.

## Soorten
- Calometra callista (A.H. Clark, 1907)
- Calometra discoidea (Carpenter, 1888)